# 俄罗斯苏维埃联邦社会主义共和国

1918年至1937年的國旗（比例为1:2，旗面上的俄文縮寫為РСФСР）

1937年至1954年的国旗（比例为1:2）

俄罗斯苏维埃联邦社会主义共和国（俄语：Российская Советская Федеративная Социалистическая Республика，羅馬化：Rossiyskaya Sovetskaya Federativnaya Socialisticheskaya Respublika，發音：[rɐˈsʲijskəjə sɐˈvʲɛtskəjə fʲɪdʲɪrɐˈtʲivnəjə sətsɨəlʲɪˈsʲtʲitɕɪskəjə rʲɪˈspublʲɪkə] ⓘ），舊譯為全俄社会主义劳农委员会联邦共和国，简称蘇俄，又译俄罗斯联邦苏维埃社会主义共和国（简称俄罗斯联邦共和国、俄罗斯共和国、俄罗斯联邦、俄联邦），是苏联的第一個加盟共和国。蘇維埃俄罗斯联邦是蘇聯面積最大的一級行政區，面积占苏联總面積的75%，人口是苏联的一半；作为蘇聯的加盟共和國，其首府莫斯科也是苏联的首都。

## 历史
第一次世界大戰期間，俄羅斯帝國爆發俄國二月革命，導致沙皇下台，俄羅斯帝國解體，成立了俄罗斯临时政府，出現了由市民階級組織的臨時政府和工人士兵代表的蘇維埃（俄語意為「大會」）並存的局面。
1917年11月7日，以列寧為首的俄國社會民主工黨（布爾什維克）聯合其它左翼政黨在彼得格勒發動起義，從臨時政府手中奪取政權，史稱十月革命。革命後的国家通稱為苏维埃俄国（簡稱苏俄）。其後與德意志帝国及其盟國簽訂和約，退出第一次世界大戰。
在十月革命胜利后的两个多月裏，俄罗斯没有正式的国名。1918年1月18日，定国名为俄羅斯蘇維埃共和國；1月25日，在全俄罗斯苏维埃代表大会第三次会议上，改国名为俄羅斯社會主義聯邦蘇維埃共和國。同年7月10日，颁布《1918年苏俄宪法》。原沙俄各行省均成立地方苏维埃政权，称自治共和国。许多省份民族主义政党也成立了民族主义政权。民族主义政权内原忠於沙皇的势力以及富農、地主和資產階級力量组织了部队“白军”。与共产党领导的部队“红军”进行对抗争夺领导权。英國、法國、日本、波蘭、美国等國因不滿蘇俄單方面退出對德戰爭，以及沙皇俄國債務等問題，對俄國革命進行了武裝干涉。蘇維埃紅軍在大部分地区擊敗了白軍以及据称14个國家的聯合武裝干涉，鞏固了政權。沙俄时代原属于俄罗斯的芬兰、波罗的海国家、西乌克兰等地区则被苏俄承认独立。
1920年8月1日，原為蘇俄管轄下的兩個自治共和國白俄罗斯和乌克兰相繼升格為与蘇俄并列的共和國，但仍接受俄共（佈爾什維克）领导。
1922年12月30日，簽署苏联成立条约，建立蘇維埃社會主義共和國聯邦，正式進入蘇聯時代。同時，外高加索自治蘇維埃社會主義共和國脫離俄羅斯升格為外高加索苏维埃联邦社会主义共和国（包括阿塞拜疆、亚美尼亚和格鲁吉亚）。1922年12月30日，俄罗斯社会主义联邦苏维埃共和国、白俄罗斯苏维埃社会主义共和国、乌克兰苏维埃社会主义共和国和外高加索苏维埃联邦社会主义共和国這四个苏维埃共和国一起正式成爲蘇聯的創始會員國。
由于1930年代初期苏联的饥荒，俄国的许多地区遭受了损失（伏尔加河地区、中部黑土地区、北高加索地区、乌拉尔、克里米亚、西西伯利亚的一部分、哈萨克自治苏维埃社会主义共和国）。
1936年12月5日，由于通过了新的苏联宪法，哈萨克斯坦和吉尔吉斯斯坦兩自治國成为哈萨克斯坦和吉尔吉斯斯坦兩共和国，使俄罗斯的领土被大大缩小了，而且卡拉卡尔帕克被转让给了乌兹别克苏维埃社会主义共和国。
1936年的《苏联宪法》和1937年的《苏俄宪法》将其字序更改为俄罗斯苏维埃联邦社会主义共和国。
1991年12月25日，苏联解体，俄罗斯苏维埃联邦社会主义共和国最高苏维埃决定将国家正式名称改为俄罗斯联邦，简称俄罗斯。俄罗斯和除波羅的海三國与格鲁吉亚之外的其他加盟共和国一同组成了独立国家联合体，俄罗斯继承了苏联在联合国安理会的席位，成为联合国常任理事国之一。

## 版图变迁
俄罗斯苏维埃联邦社会主义共和国在苏维埃社会主义共和国联盟中的位置：
- 1922年—1924年
- 1924年—1929年
- 1929年—1936年
- 1936年—1940年
- 1940年—1956年
- 1956年—1991年

| 順序                                       | 自治共和國                                        | 前共和國                                   | 今屬                                                                             | 地圖                                       | 國旗                                       | 国徽                                       |
| 俄罗斯苏维埃联邦社会主义共和国的自治共和国 | 俄罗斯苏维埃联邦社会主义共和国的自治共和国        | 俄罗斯苏维埃联邦社会主义共和国的自治共和国 | 俄罗斯苏维埃联邦社会主义共和国的自治共和国                                       | 俄罗斯苏维埃联邦社会主义共和国的自治共和国 | 俄罗斯苏维埃联邦社会主义共和国的自治共和国 | 俄罗斯苏维埃联邦社会主义共和国的自治共和国 |
| ------------------------------------------ | ------------------------------------------------- | ------------------------------------------ | -------------------------------------------------------------------------------- | ------------------------------------------ | ------------------------------------------ | ------------------------------------------ |
| 1                                          | 巴什基尔苏维埃社会主义自治共和国                  | 俄罗斯自治共和国                           | 巴什科尔托斯坦共和国（1919年3月23日）                                            |                                            |                                            |                                            |
| 2                                          | 布里亞特蘇維埃社會主義自治共和國                  | 俄罗斯自治共和国                           | 布里亞特共和國（1923年5月30日）                                                  |                                            |                                            |                                            |
| 3                                          | 達吉斯坦蘇維埃社會主義自治共和國                  | 俄罗斯自治共和国                           | 达吉斯坦共和国（1920年1月20日）                                                  |                                            |                                            |                                            |
| 4                                          | 卡巴爾達-巴爾卡爾蘇維埃社會主義自治共和國         | 俄罗斯自治共和国                           | 卡巴爾達-巴爾卡爾共和國（1936年1月5日）                                          |                                            |                                            |                                            |
| 5                                          | 卡爾梅克蘇維埃社會主義自治共和國                  | 俄罗斯自治共和国                           | 卡尔梅克共和国（1958年7月29日）                                                  |                                            |                                            |                                            |
| 6                                          | 卡累利阿苏维埃社会主义自治共和国                  | 俄罗斯自治共和国                           | 卡累利阿共和国（1923年6月27日）                                                  |                                            |                                            |                                            |
| 7                                          | 科米蘇維埃社會主義自治共和國                      | 俄罗斯自治共和国                           | 科米共和国（1936年12月5日）                                                      |                                            |                                            |                                            |
| 8                                          | 鞑靼苏维埃社会主义自治共和国                      | 俄罗斯自治共和国                           | 鞑靼斯坦共和国（1920年5月27日）                                                  |                                            |                                            |                                            |
| 9                                          | 莫爾多瓦蘇維埃社會主義自治共和國                  | 俄罗斯自治共和国                           | 莫尔多瓦共和国（1934年12月20日）                                                 |                                            |                                            |                                            |
| 10                                         | 北奧塞梯蘇維埃社會主義自治共和國                  | 俄罗斯自治共和国                           | 北奥塞梯-阿兰共和国（1936年12月5日）                                             |                                            |                                            |                                            |
| 11                                         | 馬里蘇維埃社會主義自治共和國                      | 俄罗斯自治共和国                           | 马里埃尔共和国（1936年12月5日）                                                  |                                            |                                            |                                            |
| 12                                         | 圖瓦蘇維埃社會主義自治共和國                      | 俄罗斯自治共和国                           | 图瓦共和国（1961年10月10日）                                                     |                                            |                                            |                                            |
| 13                                         | 乌德穆尔特苏维埃社会主义自治共和国                | 俄罗斯自治共和国                           | 烏德穆爾特共和國（1934年12月28日）                                               |                                            |                                            |                                            |
| 14                                         | 車臣-印古什蘇維埃社會主義自治共和國               | 俄罗斯自治共和国                           | 印古什共和国 · 车臣共和国（1934年1月15日）                                       |                                            |                                            |                                            |
| 15                                         | 楚瓦什蘇維埃社會主義自治共和國                    | 俄罗斯自治共和国                           | 楚瓦什共和国（1925年6月15日）                                                    |                                            |                                            |                                            |
| 16                                         | 雅库特苏维埃社会主义自治共和国                    | 俄罗斯自治共和国                           | 萨哈共和国（1922年4月27日）                                                      |                                            |                                            |                                            |
| 17                                         | 克里米亞蘇維埃社會主義自治共和國                  | 俄罗斯自治共和国                           | 克里米亞共和國（1921年10月18日）                                                 |                                            |                                            |                                            |
| 其他自治共和国（包括被撤销或转让者）       |                                                   |                                            |                                                                                  |                                            |                                            |                                            |
| 18                                         | 顿涅茨克-克里沃罗格苏维埃共和国                   | 苏联自治共和国                             | 顿涅茨克人民共和国及 卢甘斯克人民共和国（1918年2月12日至1918年3月20日）          |                                            |                                            |                                            |
| 19                                         | 伏尔加德意志人苏维埃社会主义自治共和国            | 苏联自治共和国                             | 萨拉托夫州（1924年1月6日—1941年8月28日）                                         |                                            |                                            |                                            |
| 20                                         | 克里米亞蘇維埃社會主義自治共和國                  | 苏联自治共和国                             | 克里米亞自治共和國及 克里米亞共和國（1921年10月18日）                            |                                            |                                            |                                            |
| 21                                         | 吉爾吉斯自治社會主義蘇維埃共和國 (1920年－1925年) | 苏联自治共和国                             | （1920年8月20日－1925年）                                                        |                                            |                                            |                                            |
| 22                                         | 吉爾吉斯自治社會主義蘇維埃共和國 (1926年－1936年) | 苏联自治共和国                             | （1926年2月11日—1936年12月5日）                                                  |                                            |                                            |                                            |
| 23                                         | 哈薩克自治社會主義蘇維埃共和國                    | 苏联自治共和国                             | （1925年存在至1936年）                                                           |                                            |                                            |                                            |
| 24                                         | 土耳其斯坦苏维埃社会主义自治共和国                | 苏联自治共和国                             | 等中亚五国（1918年4月30日─1924年10月27日）                                       |                                            |                                            |                                            |
| 25                                         | 山区苏维埃社会主义自治共和国                      | 苏联自治共和国                             | 卡拉恰伊-切尔克斯共和国 · 卡巴爾達-巴爾卡爾共和國（1921年1月20日至1924年7月7日） |                                            |                                            |                                            |